# در سن ۱۶ سالگی
در سن ۱۶ سالگی (به تامیلی: 16 Vayathinile) فیلمی محصول سال ۱۹۷۷ و به کارگردانی پی.بهاراتیراجا است. در این فیلم بازیگرانی همچون کمال حسن، سری دوی، راجینیکانت ایفای نقش کرده‌اند.